# Taça dos Clubes Campeões Europeus de 1959–60
A Taça dos Campeões Europeus de 1959-60 foi a 5ª edição do principal torneio de futebol da Europa. Desta vez, o campeão iria disputar a Copa Intercontinental de 1960 contra o Peñarol campeão da Copa Libertadores da América, competição sul-americana de clubes similar à europeia, criada naquele ano. A competição foi vencida pela quinta vez consecutiva pelo Real Madrid que na final derrotou o Eintracht Frankfurt da Alemanha Ocidental pelo placar de 7 a 3 em jogo disputado no Hampden Park, em Glasgow, Escócia.
Pela primeira vez o Campeão Grego disputou a competição.

## Fase preliminar
O sorteio para a rodada preliminar ocorreu em Como na Itália, em 6 de julho de 1959. 
|           | Pote 1 Norte da Europa | Pote 2 Sul da Europa                                                                   |
| --------- | --- | -------------------------------------------------------------------------------------- |
| Sorteados | França República da Irlanda Irlanda do Norte Bélgica Luxemburgo Alemanha Ocidental Alemanha Oriental Polônia Escócia Inglaterra Finlândia Suécia | Áustria Roménia Bulgária Turquia Checoslováquia Hungria Grécia Itália Portugal Espanha |

O calendário foi decidido pelas equipes envolvidas, com todos os jogos a serem jogados até 30 de setembro.
| Equipe 1            | Total | Equipe 2            | 1.º jogo | 2.º jogo |
| ------------------- | ----- | ------------------- | -------- | -------- |
| Nice                | 4–3   | Shamrock Rovers     | 3–2      | 1–1      |
| Eintracht Frankfurt | (w/o) | Kuopion Palloseura¹ | –        | –        |
| CSKA Sófia          | 4–8   | Barcelona           | 2–2      | 2–6      |
| Wiener Sportclub    | 2–1   | Petrolul Ploieşti   | 0–0      | 2–1      |
| Linfield            | 3–7   | Göteborg            | 2–1      | 1–6      |
| Jeunesse Esch       | 6–2   | ŁKS Łódź            | 5–0      | 1–2      |
| Inter Bratislava    | 4–1   | Porto               | 2–1      | 2–0      |
| Olympiacos          | 3–5   | Milan               | 2–2      | 1–3      |
| Fenerbahçe          | 4–3   | Csepel              | 1–1      | 3–2      |
| Rangers             | 7–2   | Anderlecht          | 5–2      | 2–0      |
| FFC Viktoria        | 2–3   | Wolverhampton       | 2–1      | 0–2      |

¹ O Kuopion Palloseura desistiu da competição e com isso o Eintracht Frankfurt classificou-se às oitavas de final.

## Primeira fase
| Equipe 1         | Total | Equipe 2                | 1.º jogo | 2.º jogo |
| ---------------- | ----- | ----------------------- | -------- | -------- |
| Real Madrid      | 12–2  | Jeunesse Esch           | 7–0      | 5–2      |
| Boldklubben 1909 | 2–5   | Wiener Sportclub        | 0–3      | 2–2      |
| Sparta Rotterdam | 4–4   | IFK Göteborg            | 3–1      | 1–3      |
| Milan            | 1–7   | Barcelona               | 0–2      | 1–5      |
| Young Boys       | 2–5   | Eintracht Frankfurt     | 1–4      | 1–1      |
| Rangers          | 5–4   | Inter Bratislava        | 4–3      | 1–1      |
| Estrela Vermelha | 1–4   | Wolverhampton Wanderers | 1–1      | 0–3      |
| Fenerbahçe       | 3–3   | Nice                    | 2–1      | 1–2      |

¹ Sparta Rotterdam venceu o IFK Göteborg por 3–1 em um play-off para se qualificar às quartas-de-final.
² Nice vence o Fenerbahçe 5-1 em um play-off para se qualificar às quartas-de-final.

## Quartas de final
| Equipe 1            | Total | Equipe 2                | 1.º jogo | 2.º jogo |
| ------------------- | ----- | ----------------------- | -------- | -------- |
| Nice                | 3–6   | Real Madrid             | 3–2      | 0–4      |
| Barcelona           | 9–2   | Wolverhampton Wanderers | 4–0      | 5–2      |
| Eintracht Frankfurt | 3–2   | Wiener Sportclub        | 2–1      | 1–1      |
| Sparta Rotterdam    | 3–3   | Rangers                 | 2–3      | 1–0      |

¹Rangers venceu o Sparta Rotterdam por 3-2 no play-off para se qualificar às meias-finais.

### Jogos de ida
| 4 de Fevereiro 1960 | Nice                           | 3 – 2  | Real Madrid            | Stade du Ray, Nice                     |
|                     | Nurenberg 54', 67' (pen.), 72' | Report | Herrera 15' · Rial 30' | Público: 21,422 Árbitro: Abel da Costa |

| 10 de Fevereiro 1960 | Barcelona                                      | 4 – 0  | Wolverhampton Wanderers | Camp Nou, Barcelona                    |
|                      | Villaverde 8', 80' · Kubala 16' · Evaristo 65' | Report |                         | Público: 80,000 Árbitro: Gérard Versyp |

| 3 de Março de 1960 | Eintracht Frankfurt     | 2 – 1  | Wiener Sportclub | Waldstadion, Frankfurt                   |
|                    | Lindner 15' · Meier 60' | Report | Skerlan 50'      | Público: 40,000 Árbitro: Albert Guinnard |

| 9 de Março de 1960 | Sparta Rotterdam  | 2 – 3  | Rangers                               | De Kuip, Roterdã                    |
|                    | De Vries 41', 87' | Report | Wilson 4' · Haggarty 36' · Murray 63' | Público: 53,000 Árbitro: John Kelly |

### Jogos de volta
| 2 de Março 1960 | Real Madrid                                           | 4 – 0  | Nice | Santiago Bernabéu Stadium, Madrid              |
|                 | Pepillo 21' · Gento 40' · Di Stéfano 45' · Puskás 51' | Report |      | Público: 100,000 Árbitro: Eduardo Rosa Gouveia |

O Real Madrid bateu Nice 6-3 no agregado.
| 2 de Março de 1960 | Wolverhampton Wanderers | 2 – 5  | Barcelona                                            | Molineux, Wolverhampton                    |
|                    | Murray 35' · Mason 78'  | Report | Martínez 29' · Kocsis 44', 49', 74' · Villaverde 85' | Público: 55,535 Árbitro: Lucien Van Nuffel |

Barcelona bateu Wolverhampton Wanderers 9-2 no conjunto.
| 16 de Março de 1960 | Wiener Sportclub | 1 – 1  | Eintracht Frankfurt | Praterstadion, Viena                   |
|                     | Hof 31'          | Report | Stein 59'           | Público: 50,000 Árbitro: Dittmar Huber |

Eintracht Frankfurt venceu o Wiener Sportclub 3-2 no total.
| 16 de Março de 1960 | Rangers | 0 – 1  | Sparta Rotterdam | Ibrox Park, Glasgow                   |
|                     |         | Report | Van Ede 82'      | Público: 85,000 Árbitro: Kevin Howley |

Sparta Rotterdam e Rangers empataram em 3-3 no agregado.

### Playoffs
| 30 de Março de 1960 | Rangers                                                      | 3 – 2  | Sparta Rotterdam                    | Arsenal Stadium, Londres                |
|                     | Verhoeven 28' (o.g.) · Haggarty 57' · Van der Lee 64' (o.g.) | Report | Verhoeven 6' · Bosselaar 76' (pen.) | Público: 34,178 Árbitro: Reginald Leafe |

## Semifinais
| Equipe 1            | Total | Equipe 2  | 1.º jogo | 2.º jogo |
| ------------------- | ----- | --------- | -------- | -------- |
| Eintracht Frankfurt | 12–4  | Rangers   | 6–1      | 6–3      |
| Real Madrid         | 6–2   | Barcelona | 3–1      | 3–1      |

### Jogos de ida
| 13 de Abril de 1960 | Eintracht Frankfurt                                        | 6 – 1  | Rangers           | Waldstadion, Frankfurt-am-Main          |
|                     | Stinka 29' · Pfaff 51', 55' · Lindner 73', 84' · Stein 86' | Report | Caldow 31' (pen.) | Público: 72,000 Árbitro: Gösta Lindberg |

| 21 de Abril de 1960 | Real Madrid                      | 3 – 1  | Barcelona    | Santiago Bernabéu Stadium, Madrid        |
|                     | Di Stéfano 17', 84' · Puskás 28' | Report | Martínez 37' | Público: 120,000 Árbitro: Reginald Leafe |

### Jogos de volta
| 27 de Abril de 1960 | Barcelona  | 1 – 3  | Real Madrid                 | Camp Nou, Barcelona                          |
|                     | Kocsis 89' | Report | Puskás 25', 75' · Gento 68' | Público: 80,000 Árbitro: Arthur Edward Ellis |

| 5 de Maio de 1960 | Rangers                        | 3 – 6  | Eintracht Frankfurt                                     | Ibrox Park, Glasgow                  |
|                   | McMillan 10', 54' · Wilson 74' | Report | Lindner 6' · Pfaff 20', 88' · Kreß 28' · Meier 58', 71' | Público: 70,000 Árbitro: Bertil Lööw |

## Final
| 18 de maio de 1960 | Real Madrid                                               | 7 – 3     | Eintracht Frankfurt       | Hampden Park, Glasgow                    |
| 19:30              | Di Stéfano 27', 30', 73' · Puskás 46', 56' (pen) 60', 71' | Relatório | Kreß 18' · Stein 72', 75' | Público: 127 621 Árbitro: SCO John Mowat |

## Premiação
| Taça dos Clubes Campeões Europeus de 1959–60 |
| Espanha                                      |
| -------------------------------------------- |
| Real Madrid (5º título)                      |

## Artilharia
| Pos. | Jogador            | Equipe              | Gols |
| ---- | ------------------ | ------------------- | ---- |
| 1    | Ferenc Puskás      | Real Madrid         | 12   |
| 2    | Alfredo Di Stéfano | Real Madrid         | 8    |
| 3    | László Kubala      | Barcelona           | 7    |
| 4    | Ove Olsson         | Göteborg            | 6    |
| 5    | Jacques Foix       | Nice                | 5    |
| 5    | Sándor Kocsis      | Barcelona           | 5    |
| 5    | Erwin Stein        | Eintracht Frankfurt | 5    |
| 8    | Sammy Baird        | Rangers             | 4    |
| 8    | Joop Daniels       | Sparta Rotterdam    | 4    |
| 8    | Evaristo           | Barcelona           | 4    |
| 8    | Dieter Lindner     | Eintracht Frankfurt | 4    |
| 8    | Bobby Mason        | Wolverhampton       | 4    |
| 8    | Ian McMillan       | Rangers             | 4    |
| 8    | Erich Meier        | Eintracht Frankfurt | 4    |
| 8    | Victor Nurenberg   | Nice                | 4    |
| 8    | Alfred Pfaff       | Eintracht Frankfurt | 4    |